# Дети Леса: Мельник
«Де́ти Ле́са: Ме́льник» — будущий российский хоррор режиссёра Даниила Тигулёва.
Выход фильма в российский прокат запланирован в 2025 году. Цифровая премьера фильма состоится позднее в онлайн-кинотеатре Premier.

## Сюжет
Популярный блогер Саша получает заказ и отправляется вместе с друзьями снимать видеоблог в этнографический музей, расположенный в глубинке. Оказавшись на месте, ребята понимают, что за ними начинает охоту Мельник, являющийся посредником между миром людей и сверхъестественными силами.

## В ролях
| Актёр              | Роль        |
| ------------------ | ----------- |
| Андрей Мартынов    | Саша        |
| Виктория Воробьёва | Ксюша       |
| Кирилл Митрофанов  | Марк / Хак  |
| Матвей Астраханцев | Антон       |
| Вадим Соснин       | Саша        |
| Ульяна Чжан        | Алла        |
| Алина Большакова   | Лена        |
| Анна Михеева       | девушка     |
| Ксения Дементьева  | экскурсовод |

## Производство
Автором идеи и одним из продюсеров фильма выступил генеральный директор «Вокруг ТВ» и SRSLY Алексей Федорко.
Сценарий написал краевед и писатель Денис Гербер совместно с Алексем Федорко при участии Томаса Бодуэна.
Режиссёром проекта был выбран Даниил Тигулёв. Для него «Дети Леса: Мельник» стали первым полнометражным фильмом.
Съёмки фильма проходили в сентябре 2023 года. Первая съёмочная смена снималась в московском ТЦ «Ривьера» и его окрестностях.
В фильме приняла участие рэп-артистка Hofmannita (настоящее имя — Анна Михеева), прославившаяся благодаря участию в третьем сезоне шоу «Пацанки», вышедшем на канале «Пятница!».